# Кудрявый (вулкан)
Кудря́вый  (яп. 硫黄岳 Ио: дакэ, «Серная гора») — действующий вулкан на острове Итуруп Большой Курильской гряды.

## География
Сложный стратовулкан с несколькими кратерами. Высота 986 м. Расположен в северо-восточной части острова; в центральной части Медвежьего хребта, в 2 км юго-западнее горы Медвежья. Сложен двопироксеновыми андезитами.
Вулкан расположен в центральной части кальдеры Медвежья. По форме купол напоминает равнобедренный треугольник. Относительная высота купола — 350 м. Юго-западный склон довольно крутой (70°), северо-восточный более пологий (40—45°). Вершина вытянута в северо-восточном направлении, на ней находится два кратера с сольфатарами:
- северный — диаметр 200 м, глубина 30 м;
- юго-западный — диаметр 250 м, глубина 60 м.

Дно кратеров неровное, расчленённое перемычками, что связано с добычей в них серы японцами. В юго-западном кратере находится несколько фумарол. В безветренную погоду высота вертикальных столбов газа и пара над кратерами достигает 1 км. Расстояние между центрами кратеров составляет 450 м.
Известны извержения 1779, 1883 гг; фреатические взрывы 1946, 1999 гг. В настоящее время фиксируется сильная фумарольная активность.

## Ороним
Назван местными жителями из-за постоянно вьющихся облачков серного пара на вершине вулкана. На карте 1944—1946 гг. был обозначен как гора Сюбай.

## Месторождение рения
На вулкане в 1992 году вулканологом Генрихом Штейнбергом обнаружено единственное в мире промышленное месторождение рения. Месторождение представлено фумарольным полем с постоянно действующими источниками высокотемпературных глубинных флюидов — фумаролами. Это означает, что месторождение активно формируется по сегодняшний день. Рений находится в форме минерала рениит ReS2 со структурой, аналогичной молибдениту. Газовые струи вулкана имеют стационарный характер, вынос металлов вулканическими газами может достигать 20-36 т/год. Основной вклад в валовый расход газов на вулкане составляет эмиссия с парящих площадок, достигающая 20000 — 30000 т/сут. при скорости 0,12-0,7 м/с, в то время как скорости газов мощных фумарол 8-120 м/с. Извлечение рения, индия, германия и других редких рассеянных и благородных металлов из единственного в России и мире месторождения планировалось начать в 2020 г. при наличии у руководства страны политической воли и финансировании. Фумарольные парогазовые выбросы вулкана можно рассматривать как новый тип уникального комплексного минерального сырья. Причем объём извлеченного рения может полностью удовлетворить потребности страны и исключить зависимость её промышленности от импорта. Риски вложений в производство редкометалльного концентрата из газов экспертами считаются оправданными.